# 단양초등학교 금곡분교
단양초등학교 금곡분교는 대한민국 충청북도 단양군 단양읍 기촌리 107에 있었던 학교이다.

## 역사
- 1937년 4월 1일 대강공립보통학교 부설 간이학교
- 1943년 4월 1일 금곡국민학교 승격
- 1954년 4월 1일 노동분교장 설립
- 1956년 4월 10일 노동국민학교로 분리
- 1996년 3월 1일 단양초등학교 금곡분교장
- 1999년 9월 1일 폐교